# Loka ngourica
Loka ngourica är en insektsart som beskrevs av Rauno E. Linnavuori och Al-ne'amy 1983. Loka ngourica ingår i släktet Loka och familjen dvärgstritar. Inga underarter finns listade i Catalogue of Life.